# Tjörpestjärnen
Tjörpestjärnen är en sjö i Strömsunds kommun i Jämtland och ingår i Ångermanälvens huvudavrinningsområde. Sjön har en area på 0,0904 kvadratkilometer och ligger 568,6 meter över havet. Sjön avvattnas av vattendraget Korsflobäcken.

## Delavrinningsområde
Tjörpestjärnen ingår i det delavrinningsområde (714658-147594) som SMHI kallar för Ovan 714813-147261. Medelhöjden är 589 meter över havet och ytan är 8,43 kvadratkilometer. Det finns inga avrinningsområden uppströms utan avrinningsområdet är högsta punkten. Korsflobäcken som avvattnar avrinningsområdet har biflödesordning 4, vilket innebär att vattnet flödar genom totalt 4 vattendrag innan det når havet efter 251 kilometer. Avrinningsområdet består mestadels av skog (90 procent). Avrinningsområdet har 0,32 kvadratkilometer vattenytor vilket ger det en sjöprocent på 1,9 procent.